# 鄧林瞿
鄧林瞿，順天府宛平縣人，清朝政治人物、進士出身。

## 生平
明崇禎十二年（1639年）己卯科順天府鄉試，清順治三年（1646年），登丙戌科進士，授工科給事中。